# Drie schuintamboers
Drie schuintamboers is een Nederlands (kinder)liedje, een vertaling van het Franse volksliedje Trois jeunes tambours s'en revenaient de guerre, dat waarschijnlijk terugvoert op de Slag bij Fontenoy van 1745. Zie ook bij de noten van de Franse versie van Wikipedia: Extrait « Waarschijnlijk is het 'schuin-tamboer' eene verbastering van 'jeunes tambours' en het liedje van Franschen oorsprong.
Het liedje is waarschijnlijk in de Franse tijd (begin 19e eeuw) in Nederland terechtgekomen. Jeunes werd in de vertaling blijkbaar  fonetisch (op klank dus) vertaald als schuin. (Lijkt op elkaar). Waarom? Mogelijk om deze reden: jonge heeft twee lettergrepen. Jeunes heeft dat ook, maar de tweede lettergreep wordt in het Frans niet uitgesproken. Die van jonge wordt in het Nederlands wel uitgesproken. De vertaler van het liedje zou dan in de melodie er een noot bij hebben moeten maken, om de tweede lettergreep van jonge te verdisconteren, maar heeft dat dan blijkbaar niet willen doen. Zowel het Franse liedje als de Nederlandse vertaling zijn anoniem. (Kinderliedjes hebben meestal geen vermelding van een auteur). De hier gegeven verklaring van het woord Schuintamboer als een fonetische vertaling van Jeunes tambours is niet meer dan een plausibele verklaring. Te bewijzen valt het niet.  Zij het dan dat de Franse Wikipedia hetzelfde zegt. 
De Nederlandse versie is weer in het Afrikaans terechtgekomen: In ´Afrikaanse volksliedjies deel 2: Minneliedjies´ uit 1921 wordt het lied vermeld als ´Skuins Tamboer´.
In Duitse versies is soms sprake van ´schöne Tambours´, wat eveneens een verbastering van de Franse tekst lijkt te zijn.    

## Verhaal
De tekst gaat over een tamboer die met een roos  de aandacht van de dochter van de koning trekt. Hij is bereid haar de roos te geven, maar als tegenprestatie wenst hij zich met haar te verloven. De koning gaat daar niet mee akkoord, omdat hij denkt dat de tamboer niet rijk genoeg is (in de Nederlandstalige tekst zegt de tamboer dat zijn enige rijkdom "een trommel met twee stokken" is). Dat bleek echter een misverstand: de tamboer bezit drie schepen met goud en edelstenen om met zijn meisje te varen. Bovendien is zijn vader koning van Engeland (in andere versies groothertog van Bretagne of Castilië, terwijl zijn moeder hier de koningin van Spanje is). 
De koning wil hem nu alsnog de hand van zijn dochter geven, maar de tamboer bedankt deze keer voor de eer.

## Opbouw
De melodie (fragment): 
De opbouw van elk couplet is:
tekst 1, tekst 2,
tekst 1, tekst 2,
Van je rom bom, wat maal ik er om
tekst 2, rom bom
Zo luidt het eerste couplet:
Drie schuintamboers, die kwamen uit het Oosten
Drie schuintamboers, die kwamen uit het Oosten
Van je rom bom, wat maal ik er om
Die kwamen uit het Oosten rom bom
een van die drie zag daar een aardig meisje 2x
zeg meisjelief, mag ik met jou verkeren
zeg jongeman dat moet je vader vragen
zeg ouwe heer, mag ik jouw dochter trouwen
want zij is mij de schoonste aller vrouwen
zeg jongeman, zeg mij wat is jouw rijkdom

## Versies
Drie schuintamboers kent ten minste vier Nederlandstalige opnamen:
- Artiesten die meewerkten aan een show van Wim Sonneveld in 1963;
- Herman van Veen;
- Fungus;
- De Vlaamse Yasmine voor het verzamelalbum Vlaanderen mijn land.

Bij alle vier de versies was sprake van uiteenlopende gebieden waar de ouders van de betreffende tamboer vandaan kwam. Het origineel had Engeland (Angleterre) en dubbelmonarchie Oostenrijk-Hongarije. In het Nederlands werd dat Bretagne of Brittannië, dan wel Castilië.
Kees Vlak gebruikte daarnaast de melodie in zijn Profiles Symphoniques.

### Overzicht

#### Artiesten die meewerkten aan een show van Wim Sonneveld in 1963
Een daarvan was de jonge Marco Bakker, die het lied voor zijn rekening nam; deze versie werd meegeperst op de single die de KRO liet uitgeven met op de A-kant Katootje en de B-kant Drie schuintamboers met een Nederlandse vertaling en arrangement door Joop Elders. Hoewel niet zo een succes als Catootje werd het nummer toch ook bekend.

#### Herman van Veen
Drie schuintamboers is de tweede single van Herman van Veen. Het is afkomstig van zijn album Herman van Veen.
De A-kant is Drie schuintamboers. Van Veen bewerkte het origineel opnieuw en arrangeerde het voor zijn Harlekijnshow. Hij sluit zijn lied af met het scheldwoord "Eikel". De muziek van de B-kant, het Harlekijn lied, is geschreven door Antonio Caldara. Herman van Veen schreef er een onzintekst bij: "Flubbregabba stobblegabba flibblrigabba stikkiedikkie hops taps nee redeldee".
De single haalde de tipparades en hitparades niet.

#### Fungus
De versie van Fungus is geschreven door de bandleden Fred Piek, Koos Pakvis, Louis Debij, Rens van der Zalm en Bob Dekenga. Deze versie werd onvoldoende verkocht om de hitparades te halen.